# Liste der Monuments historiques in Chapelle-Viviers
Die Liste der Monuments historiques in Chapelle-Viviers führt die Monuments historiques in der französischen Gemeinde Chapelle-Viviers auf.

## Liste der Bauwerke
| Bezeichnung            | Beschreibung                          | Standort | Kennzeichnung | Schutzstatus | Datum | Bild |
| ---------------------- | ------------------------------------- | -------- | ------------- | ------------ | ----- | ---- |
| Logis de la Baudinière | Herrenhaus, erbaut im 17. Jahrhundert | (Lage)   | PA00105380    | Inscrit      | 1987  |      |

## Liste der Objekte
| Bezeichnung                   | Beschreibung          | Standort                 | Kennzeichnung | Schutzstatus | Datum | Bild |
| ----------------------------- | --------------------- | ------------------------ | ------------- | ------------ | ----- | ---- |
| Skulptur des heiligen Étienne | Holz, 17. Jahrhundert | in der Kirche St-Étienne | PM86000960    | Inscrit      | 1976  |      |